# NEC Corporation
NEC Corporation (Nippon Denki Kabushiki Gaisha, TYO: 6701), és una companyia multinacional japonesa de TIC, amb seu a Minato, Tòquio al Japó. NEC, que forma part del Grup Sumitomo, fabrica tecnologia de la informació (TIC) i solucions de xarxa per a empreses, proveïdors de serveis de comunicacions i el govern.
L'empresa va utilitzar el nom Nippon Electric Company, Limited abans de canviar la marca comercial el 1983, encara és coneguda sota el nom complet al Japó. Com a fabricant de xips, NEC Semiconductors està entre els 20 principals fabricants de semiconductors a tot el món.